# Ascidia bathybia
Ascidia bathybia is een zakpijpensoort uit de familie van de Ascidiidae. De wetenschappelijke naam van de soort is voor het eerst geldig gepubliceerd in 1922 door Hartmeyer.